# Gauführerschule
Eine Gauführerschule (auch Gauschulungsburg) war eine Schulungseinrichtung der NSDAP oder eines ihrer angeschlossenen Verbände und unterstand den jeweiligen Gauleitungen. Ihr Ziel war die „weltanschaulich-politische Ausrichtung“ der Teilnehmer.

## Organisation

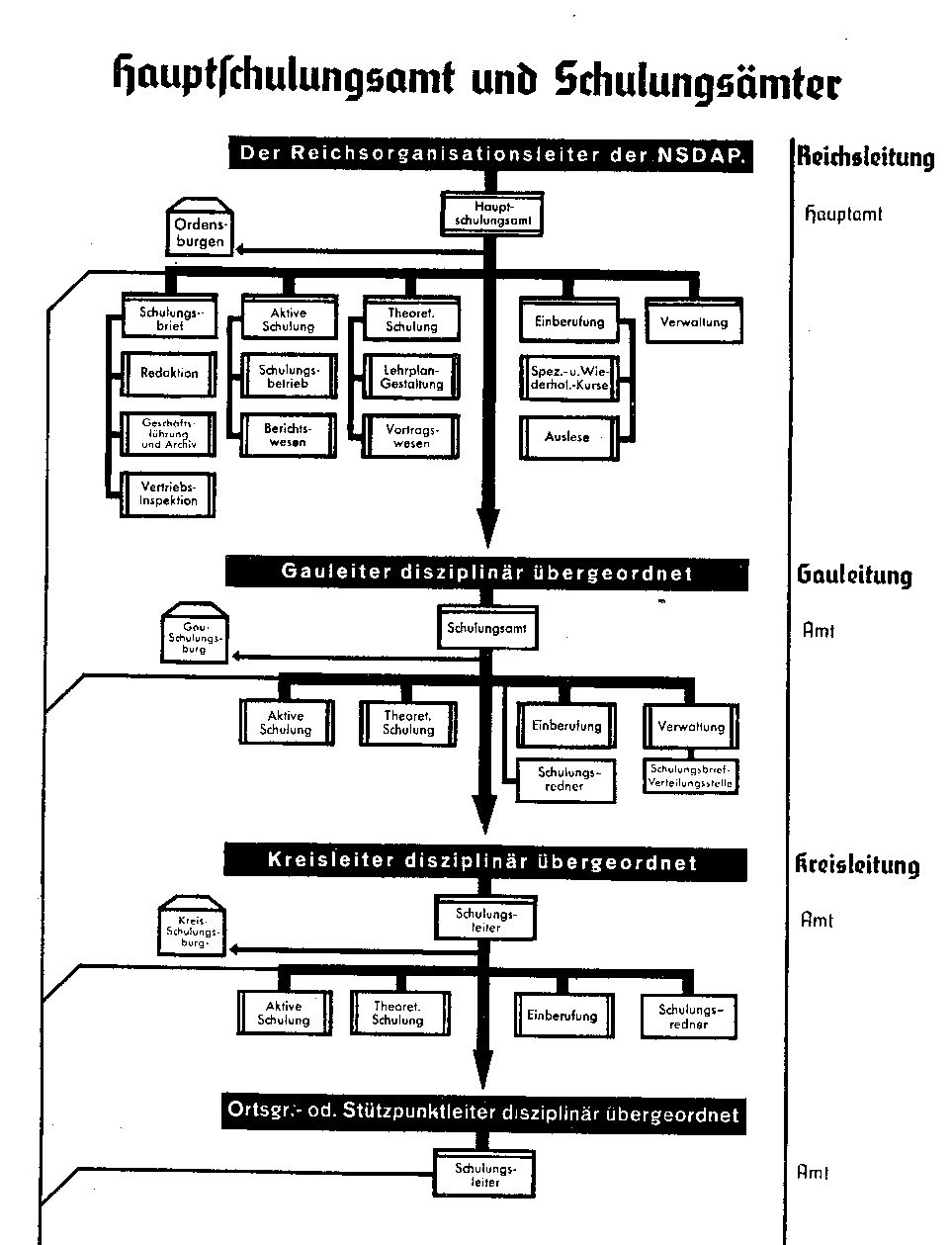
Organisationsschema der NSDAP-Schulungsämter

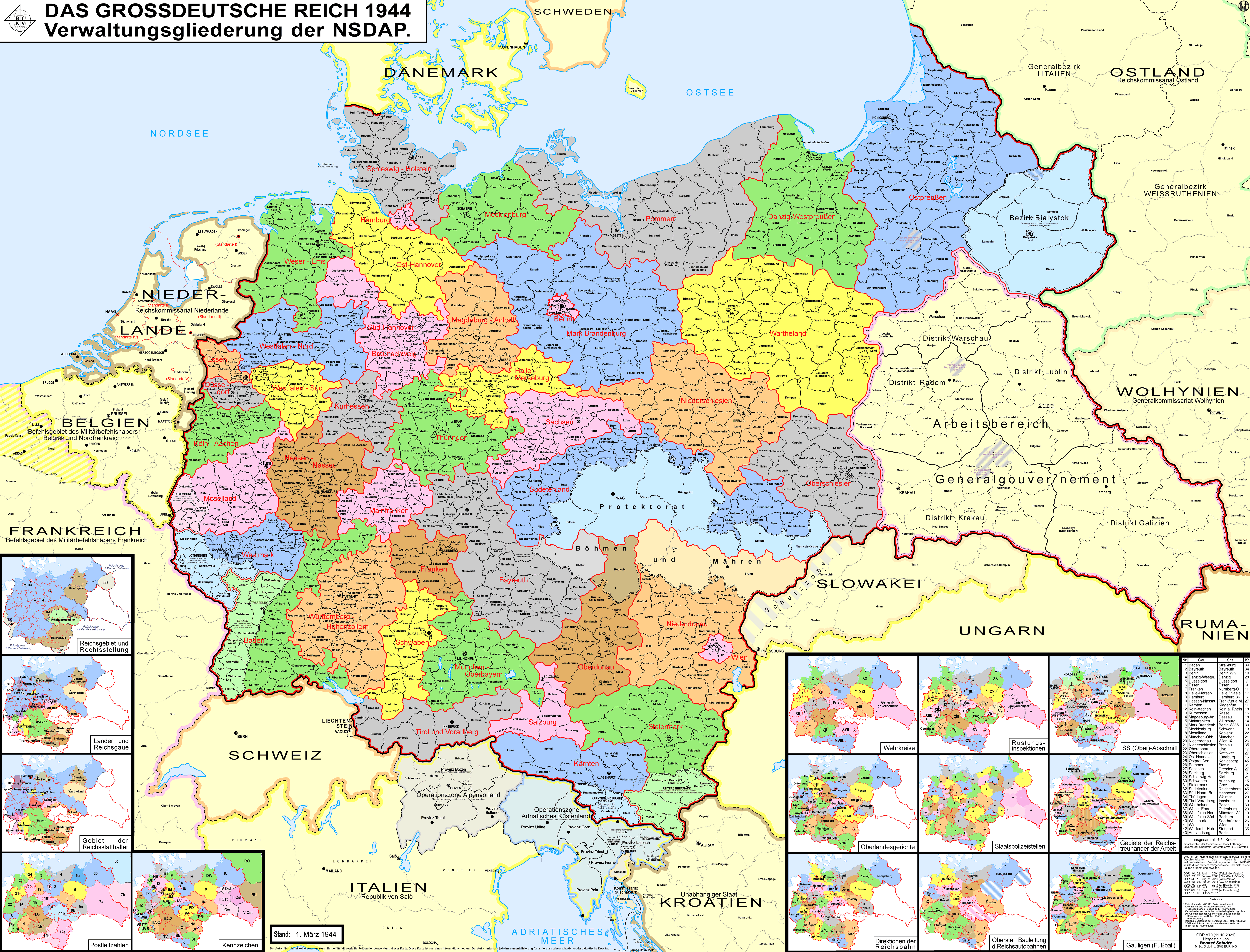
Administrative Gliederung 1944

Der Reichsorganisationsleiter der NSDAP Robert Ley war zugleich als Reichsschulungsleiter für die weltanschauliche Schulung der in der Partei tätigen Politischen Leiter und der Funktionäre in den Gliederungen und angeschlossenen Verbände verantwortlich.
Die Bezeichnung als Gauschulungsburg oder Kreisschulungsburg bedurfte der Genehmigung des Reichsorganisationsleiters. Sie unterstanden der alleinigen Aufsicht des Gauschulungsleiters bzw. Kreisschulungsleiters. Derartige Schulungsstätten sollten in jedem der 43 Gaue eingerichtet werden. Um 1937 gab es am Ende erfolglose Bemühungen, die Bezeichnung mit Führerschule durch Schulungsburg zu ersetzen, um Führer exklusiv für Hitler zu machen.
Schulungsstätten der angeschlossenen Verbände werden im Organisationsbuch der NSDAP als Fachschulen bezeichnet. Der Unterricht sollte auf weltanschaulicher Grundlage beruhen und wurde daher von den Schulungsämtern der NSDAP überwacht. Beispielhaft für die NSV die Gauschule Kellinghusen.
Für höchste Funktionen waren eine Reichsführerschule und NS-Ordensburgen sowie Landesführerschulen (Paulinum in Hirschberg, Lobeda (Thüringen), Königswinter (Rheinland), Saßnitz (Rügen) und Plassenburg (Kulmbach)) bzw. Gauschulungsburgen vorgesehen, für Schulungen an unterer Ebene die Ortsgruppenschulungen.

## Teilnehmer
Zur „weltanschaulichen Schulung“ sollten unmittelbar erfasst werden die Politischen Leiter der NSDAP und alle Parteiredner sowie weitere Mitglieder der NSDAP, die sich freiwillig gemeldet hatten und nach einem Ausleseverfahren zugelassen worden waren.
Aufgezählt werden außerdem die Leiterinnen und Walterinnen der NS-Frauenschaft (NSF) und des Deutschen Frauenwerks (DFW) sowie die Obmänner, Walter und Warte der Deutschen Arbeitsfront (DAF) einschließlich der NS-Arbeitsgemeinschaft Kraft durch Freude (KdF), die Obleute der Nationalsozialistischen Volkswohlfahrt (NSV), des Nationalsozialistischen Deutschen Ärztebundes und des Nationalsozialistischen Rechtswahrerbundes. Von der weltanschauliche Schulung erfasst werden sollten zudem alle Mitglieder im Nationalsozialistischen Lehrerbund, die Mitglieder im Nationalsozialistischen Deutschen Studentenbund und des Nationalsozialistischen Deutschen Dozentenbundes.

## Unterricht
Das Aufgabengebiet der gesamten weltanschaulich-politischen Ausrichtung beschreibt das Organisationsbuch der NSDAP als die „Vermittlung nationalsozialistischer grundsätzlicher Stellungnahme zu den Gebieten der Innenpolitik, Außenpolitik, Rassen- und Vererbungslehre, Wirtschafts- und Sozialpolitik, Geschichte und Geopolitik...“.

## Standorte
| Gau                                    | Gauschule (Sitz der Schule, Objekt) | Personen (Schulungs-, Schulleiter)               |
| Gau Baden                              | Gauführerschule I zunächst in Karlsruhe, Bismarckstraße, dann Frauenalb (ab 1936 neben der Klosterruine) | Willi Hermann                                    |
| Gau Bayreuth (Bayerische Ostmark)      | Gauführerschule I in Weismain Gauschulungsburg Hans Schemm in Schloss Charlottenhof (Schwandorf) (ab 1939) | Otto Erbersdobler, Franz Ganninger               |
| Gau Berlin                             | „Dr.-Adolf‐Wagner‐Reichsschulungsburg“ der DAF, Villa von der Heydt, Berlin‐Wannsee, Haus am See, Kaiserstraße 2‒3 Gauschulungsburg des BDM Schloss Hubertushöhe in Storkow (Mark) | Walther Schulze-Wechsungen                       |
| Reichsgau Danzig-Westpreußen           | Gauführerschule in Villa Ziese, Ziesestraße in Elbing | Wilhelm Löbsack                                  |
| Gau Düsseldorf                         | Gauführerschule Haus Welchenberg bei Grevenbroich | Curt Brenger                                     |
| Gau Essen                              | Gauführerschule Zeche Hercules in Essen Gauschule Mülheim-Menden (1934–1945) |                                                  |
| Gau Franken                            | Gauführerschule Schloss Ermreuth (ab 1935) |                                                  |
| Gau Halle-Merseburg                    | Gauführerschule Schloss Seeburg (Hassegau) Gauführerschule in Roitzsch (Sandersdorf-Brehna) Gauschule III Burg Wettin in Wettin |                                                  |
| Gau Hamburg                            | Gauführerschule I Hamburg-Eilbeck (Ritterstraße 44 (ab 1933)) Gauführerschule II (ab 1937) Barsbüttel (Villa Lunugala (ab 1937)) Gauführerschule (übergangsweise 1934/35) Hamburg-Volksdorf (Haus Rissen) Gauführerschule Burg Seebergen in Lütjensee | Albert Henze, Otto Westphal                      |
| Gau Hessen-Nassau                      | Gauführerschule in der Villa Manskopf in Frankfurt am Main. Gauschulungsburg in Kronberg im Taunus 1937–1940 | Franz Hermann Woweries                           |
| Gau Kärnten                            | Schloss Heroldeck in Millstatt am See | Hans Scheriau                                    |
| Gau Köln-Aachen                        | Gauführerschule Feuerschlößchen in Bad Honnef (ab 1934) Gauführerschule II in Engelskirchen Haus Mühlenberg oder Villa Risch | Julius Kölker                                    |
| Gau Kurhessen                          | Gauführerschule I Melsungen Landerziehungsheim Walkemühle Gauführerschule II in Marburg Gauführerschule III in Ebersburg-Weyhers Hermann Neuburg | Hermann Neuburg                                  |
| Gau Magdeburg-Anhalt                   | Gauführerschule im ehem. Bauhaus Dessau | Christian Opdenhoff                              |
| Gau Mainfranken                        | Gauschulungsburg „Florian Geyer“ in Schloss Gelchsheim Gauführerschule in Kahl am Main | Xaver Knaup                                      |
| Gau Mark Brandenburg (Kurmark)         | Gauführerschule Dietrich-Eckart-Schule Gehren in Heideblick Gauschulungsburg I Hohenlychen ab 21. Juni 1934 Gauschulungsburg II Adolf Hitler auf der Pannwitzinsel in Lychen (Uckermark) |                                                  |
| Gau Mecklenburg                        | Gauschule in Schwerin „Nordischer Hof“ (heute Finanzministerium), ab 1935 in der Schloßgartenallee 61 (heute NDR-Landesfunkhaus) | Erich Rohde                                      |
| Gau Moselland (bis 1942 Koblenz-Trier) | Gauschulungsburg Weidtmansches Schlösschen in Koblenz-Metternich Gauschule Kautenbachtal bei Traben-Trarbach (Amt für Beamte) | Hans-Werner Techen                               |
| Gau München-Oberbayern                 | Gauschulungsburg Schloss Niedernfels bei Grassau | Franz Buchner                                    |
| Reichsgau Niederdonau                  | Schulungsburg Schloss Jaidhof in Gföhl | Roman Jäger                                      |
| Gau Niederschlesien                    | Gauführerschule I, Weißenhof bei Liegnitz Schloss Parchwitz Gauführerschule II, Bischwitz, Landkreis Trebnitz | Fritz Arlt, Hans Venatier                        |
| Reichsgau Oberdonau                    | Gauschulungsburg Schloss Cumberland in Gmunden | Franz Mayrhofer                                  |
| Gau Oberschlesien                      | Nach der Ablösung vom Gau Schlesien 1941 gab es keine eigenen Einrichtungen. |                                                  |
| Gau Ost-Hannover                       | Gauführerschule I, Hermann-Göring-Haus in Steinbeck (Buchholz in der Nordheide), Kreis Harburg | Heinrich Schneider, Albert Rodegerdts            |
| Gau Ostpreußen                         | Gauführerschule Rippen bei Ludwigsort Gauschule der DAF Strobjehnen (der DAF) | Paul Dargel, Erich Post                          |
| Gau Pommern                            | Gauführerschule Wartin bei Casekow, Kreis Randow | Paul Eckhardt                                    |
| Gau Sachsen                            | Gauführerschule I in Hammerleubsdorf (ab Februar 1932) Gauführerschule II in Schloss Friedrichsburg in Heidenau-Großsedlitz (ab Juli 1934) Gauschulungsburg Augustusburg bei Hammerleubsdorf (ab Juni 1933) Gauschule Haideberg in Oberlößnitz (ab 1935) Gauführerinnenschule der NS-Frauenschaft im Schloss Sachsenburg (ab Mai 1933) Gauschule für Kommunalpolitik und Verwaltung in Pulsnitz (ab 1937) DRK-Landesführerschule IV in Radebeul I (ab 1940) | Werner Studentkowski, Hans Seifert, Fritz Rößler |
| Reichsgau Salzburg                     | Gauführerschule Veste Hohenwerfen (eröffnet am 5. März 1939 durch Salzburgs Gauleiter Friedrich Rainer) | Karl Springenschmid                              |
| Gau Schleswig-Holstein                 | Gauführerschule I in Kloster Bordesholm (1934–1939) Gebäude Altes Amtshaus Gauführerschule II in Trittau Gauschule Barsbüttel | Eberhard Jeran, Max Ehmsen                       |
| Gau Schwaben                           | Gauführerschule in Blaichach (eröffnet am 15. August 1933) Gauschulungsburg Ulrich Graf-Burg in Bachhagel | (Max?) Matheis                                   |
| Reichsgau Steiermark                   | Gauschule (Sport) Schloss Schielleiten in Stubenberg (Steiermark) Gauschulungsburg Schloss Laubegg in Ragnitz ab 1940 | Heinrich Hoffer                                  |
| Reichsgau Sudetenland                  | Gauschule Budweis Gauschulungsburg Butsche bei Troppau | Frank Seiboth                                    |
| Gau Süd-Hannover-Braunschweig          | Gauführerschule „Bernhard Rust“ in Wennigsen (Deister) | August Schirmer                                  |
| Gau Thüringen                          | Staatsschule für Führertum und Politik in Egendorf | Herbert Haselwander                              |
| Reichsgau Tirol-Vorarlberg             | Gauschule Vomperberg in Vomp | Fritz Mang                                       |
| Reichsgau Wartheland                   | Gauschulungsburg I Posen-Wiesenbach im Landkreis Posen Schulungsburg II Waldborn im Landkreis Litzmannstadt Schulungsburg III Niedorf im Landkreis Gnesen | Walther Brixner (gef. 1943)                      |
| Gau Weser-Ems                          | Gauführerschule I in Pewsum (Manningaburg) Haus Krähnholm in Bremen-Lesum (NSV-Gauschule) | Heinrich Buscher                                 |
| Gau Westfalen-Nord                     | Gauführerschule Schloss Nordkirchen Gauschulungsburg in Lübbecke, Am Weingarten | Wilhelm Rosenbaum                                |
| Gau Westfalen-Süd                      | Gauführerschule I, Josef-Wagner-Schule, Hagen (Westf.) | Gerhard Krüger                                   |
| Gau Westmark                           | Gauführerschule in Annweiler am Trifels | Rudolf Röhrig                                    |
| Reichsgau Wien                         | Reichsschulungsburg Schloss Altkettenhof (ab 1938) | Hugo Rößner                                      |
| Gau Württemberg-Hohenzollern           | Gauschulungsburg im Schlössle in Kressbronn am Bodensee Gauschule in Metzingen (Amt für Beamte) Gauschule Neuffen (Amt für Beamte, Bau ab 1937) | Eugen Klett                                      |
| NSDAP/AO                               | |                                                  |